# Stanley Black
Pour les articles homonymes, voir Schwartz et Black.
Stanley Black (Solomon Schwartz), né le 14 juin 1913 à Londres (Whitechapel) et mort dans cette même ville le 27 novembre 2002, est un compositeur, pianiste, arrangeur et chef d'orchestre anglais, promu Officier de l'Ordre de l'Empire britannique.

## Biographie
Ses parents étaient immigrés juifs. Ayant travaillé dans les années 1930 avec des musiciens de jazz américains tels que Coleman Hawkins et Benny Carter, il se tourne vers les arrangements et les enregistrements dans le style latino-américain, tout en remportant des prix pour sa direction d'œuvres classiques. Il compose et arrange bon nombre de musiques de film et enregistre de manière prolifique pour le label Decca.
Pianiste dans l'orchestre de Mantovani, il dirigera par la suite le "Mantovani Orchestra" dans un style romantique et spectaculaire similaire, dont les disques paraîtront chez London Records.

## Discographie sélective
- The Cash Box Instrumental Hits, London LL158
- Plays for Latin Lovers, London LL248
- Jerome Kern's Symphonic Suite, London LL579
- Berlin Suite, London LL811
- Some Enchanted Evening, London LL1098
- Dancing in the Dark, London LL1099
- Carnival in the Sun, London LL1100
- Festival in Costa Rica, London LL1101
- Music for Romance, London LL1149
- Cuban Moonlight, London LL1166
- Music of Richard Rodgers, London LL1209
- Plays for Latin Lovers, London LL1248
- The Night Was Made for Love, London LL1307
- Summer Evening Serenade, London LL1332
- The Music of Lecuona, London LL1438
- Music of Cole Porter, London LL1565
- Red Velvet, London LL1592
- Tropical Moonlight, London LL1615
- Moonlight Cocktail, London LL1709 (Dec 1957)
- Place Pigalle, London LL1742
- Sophisticate in Cuba, London LL 1781
- The All Time Top Tangos, London PS 176
- More Top Tangos, Decca SKL 4812
- Gershwin Goes Latin, London PS 206
- Ravel - Bolero, London Phase 4 SPC 21003
- Rhapsody in Blue, London Phase 4 21009
- Spectacular Dances for Orchestra, London Phase 4 SP 21020
- Overture!, London Phase 4 21028
- Great Rhapsodies, London Phase 4 21030
- Exotic Percussion, London Phase 4 SP 44004
- Spain, London Phase 4 SP 44016
- Film Spectacular, London Phase 4 SP 44025
- Film Spectacular Vol.2, London Phase 4 SP 44031
- Music of a People, London Phase 4 SP 44060
- Broadway Spectacular, London Phase 4 SP 44071
- Russia, London Phase 4 SP 44075
- Film Spectacular Vol.3, London Phase 4 SP 44078
- Broadway Blockbusters, London Phase 4 44088
- Dimensions in Sound, London Phase 4 SP 44105
- Fiddler on the Roof, London Phase 4 44121
- Film Spectacular Vol. 4, London Phase 4 44173
- Rhapsody in Blue, London Phase 4 21009
- Digital Spectacular!, London LDP 30001
- Film Spectacular Vol. 5, London Phase 4 SP 44225

## Musique de films
- 1951 : Rires au paradis de Mario Zampi
- 1954 : Impulse de Cy Endfield
- 1956 : C'est formidable d'être jeune (Now and Forever)
- 1957 : La Vérité presque nue de Mario Zampi
- 1958 : Le Sang du vampire (Blood of the Vampire) de Henry Cass
- 1960 : Un homme pour le bagne de Val Guest
- 1960 : L'Impasse aux violences de John Gilling
- 1961 : Le Jour où la Terre prit feu de Val Guest
- 1961 : La Patrouille égarée de Leslie Norman
- 1961 : La Croix et l'Étoile (Hand In Hand) de Philip Leacock
- 1963 : West 11 de Michael Winner
- 1963 : Le Maniaque (The Maniac) de Michael Carreras
- 1964 : Dans les mailles du filet (The System), de Michael Winner